# Шувалов, Вадим Николаевич
Вади́м Никола́евич Шува́лов (род. 17 февраля 1958, Кохма, Ивановская область) — российский политический деятель, депутат Государственной думы Российской Федерации VIII созыва, бывший глава города Сургута. Почётный энергетик Российской Федерации (2002).
Из-за вторжения России на Украину, находится под санкциями Евросоюза, США, Великобритании и ряда других стран

## Биография
Вадим Шувалов родился 17 февраля 1958 года в городе Кохма Ивановской области.

## Образование
В 1981 году окончил Ивановский энергетический институт по специальности «инженер-электрик». После окончания вуза по распределению переехал в Сургут и в том же году устроился в «Тюменьэнерго».
В 1996—1997 годах проходил обучение по специальности «Менеджмент», в 2009 году — в группе компаний ИТН-Консалт по программе «Оценка эффективности деятельности органов местного управления».

## Карьера

### Глава Сургута
В 2016 году депутатами Гордумы Шувалов был избран главой города Сургута. За Шувалова в ходе тайного голосования проголосовало 20 депутатов из 25. Заявки на высокий пост подавали 14 человек, главным оппонентом Шувалова был эсер Анатолий Вац.
Вадим Шувалов стал первым политиком в Югре и на всём Урале, который начал активность в соцсетях. В августе 2016 года Вадим Шувалов завёл личный аккаунт и персональную группу в социальных сетях «ВКонтакте» и в Facebook. Благодаря этому сургутяне смогли жаловаться и сообщать о городских проблемах через социальные сети, минуя кабинеты чиновников.
В 2019 году Вадим Шувалов пригласил прогуляться по Сургуту Илью Варламова. Главу города хвалили за смелость, однако были высказаны критические замечания за то, что не мог удачно пикироваться с опытным полемистом и провокатором Варламовым.
9 декабря 2020 года Шувалов в своих соцсетях сообщил о том, что уходит с поста мэра по собственному желанию. 11 декабря стало известно, что он получил должность в правительстве Югры, став заместителем губернатора. Он курировал реализацию национальных проектов. В октябре 2021 года Шувалов покинул пост в связи с избранием в депутаты Госдумы.

### Прочая политическая деятельность
В 2006 году Шувалов был избран депутатом Думы города Сургута IV созыва по 4 избирательному округу. На этом посту курировал регулирование тарифов на тепло- и электроснабжение, осуществлял контроль реализации инвестиционной программы «Развитие системы центрального теплоснабжения на территории муниципального городского округа город Сургут на 2008—2010 годы».
В 2009 году Шувалов вошёл в кадровый резерв сургутского отделения «Единой России» на пост главы города.
19 сентября 2021 года был избран депутатом Государственной думы восьмого созыва по избирательному округу № 223 (Нижневартовский – Ханты-Мансийский автономный округ — Югра) от партии «Единая Россия». Член комитета Государственной Думы по экологии, природным ресурсам и охране окружающей среды.

### Прочее
С 1981 по 1987 год работал электромонтёром, мастером электрического цеха Сургутской ГРЭС-1 РЭУ «Тюменьэнерго» ВПО «Союззапсибэнерго» Минэнерго СССР.
С 1987 по 1989 год Шувалов занимал должность освобождённого председателя профкома Сургутской ГРЭС-1 Тюменского обкома профсоюза рабочих электростанций и электротехнической промышленности.
В 1989 году был назначен заместителем директора по общим вопросам Сургутской ГРЭС-1 ОАО «Тюменьэнерго». На этой должности Шувалов проработал до 2001 года.
С 2001 по 2005 год Шувалов занимает должность директора Сургутской ГРЭС-1 ОАО «Тюменьэнерго».
В 2005 году был назначен исполнительным директором ОАО «Сургутская ГРЭС-1», а затем исполнительным директором ОАО «Тюменьэнерго».
В феврале 2007 года назначен заместителем генерального директора ОАО «МРСК Урала и Волги» по перспективному развитию.
В октябре 2007 года назначен заместителем генерального директора ОАО «Тюменьэнерго». На этой должности Шувалов несколько лет занимался перспективным развитием компании, после чего перешёл к управлению Аппаратом ОАО «Тюменьэнерго».
С октября 2014 года — заместитель генерального директора АО «Тюменьэнерго».

## Общественная деятельность
Вадим Шувалов является членом межведомственного координационного совета по профессиональному образованию при правительстве ХМАО-Югры, входит в состав Попечительского совета Сургутского государственного университета, курирует деятельность стройотряда «Энергетик», а также работу совета ветеранов-энергетиков.

## Санкции
23 февраля 2022 года внесён в список санкций Евросоюза за «действия и политику, которые подрывают территориальную целостность, суверенитет и независимость Украины и ещё больше дестабилизируют Украину».
24 февраля 2022 года включён в санкционный список Канады «близких соратников режима» за голосование о признании независимости «так называемых республик в Донецке и Луганске».
24 марта 2022 года, на фоне вторжения России на Украину, включён в санкционный список США за «соучастие в войне Путина» и «поддержку усилий Кремля по вторжению в Украину», Госдеп США заявил что депутаты Госдумы используют свои полномочия для преследования инакомыслящих и политических оппонентов, нарушают свободу информации, ограничивают права человека и основные свободы граждан России.
Позднее, по аналогичным основаниям, включён в санкционные списки Великобритании, Швейцарии, Австралии, Украины, Японии и Новой Зеландии.

## Доходы и собственность
Согласно официальной декларации о доходах, Вадим Шувалов за 2017 год заработал 25,9 млн руб., в 2016 —млн руб. В его собственности два земельных участка 966 м² и 663 м², а также квартира площадью 128,1 м².

## Семья
Вадим Шувалов женат, двое взрослых детей.. В браке родился сын — Илья Шувалов. Некоторое время он занимал должность исполнительного директора «Спортлото»; в данный момент занимается ресторанным бизнесом, имеет собственный клининговый сервис и приложение для туристов. Есть внучка.

### Увлечения
Увлекается охотой и рыбалкой.

## Награды
По данным официального сайта администрации Сургута, Вадим Шувалов имеет следующие награды:
- Почётная грамота Минтопэнерго РФ
- Почётное звание «Почётный энергетик»
- Почётный знак «85 лет Плана ГОЭЛРО»
- Благодарность центральной избирательной комиссии РФ
- Благодарность Губернатора ХМАО
- Почётное звание «Заслуженный энергетик ХМАО — Югры»
- Знак «За заслуги перед городом Сургутом»
- Юбилейная медаль Русской Православной церкви «В память 1000-летия преставления равноапостольного великого князя Владимира»